# Leonie Taylor
Leonie Taylor (n. martie 1870, Cincinnati, Ohio, SUA – d. 9 martie 1936, Mount Sterling⁠(d), Kentucky, SUA) a fost o arcașă ce a reprezentat Statele Unite ale Americii, medaliată olimpică. A participat la o ediție a Jocurilor Olimpice (1904) în care a câștigat o medalie de aur.

## Participări
Lista de mai jos prezintă principalele competiții la care a participat Leonie Taylor de-a lungul carierei.
- archery at the 1904 Summer Olympics – women's team round[*]